# Nyugati réticsiröge
A nyugati réticsiröge (Sturnella neglecta) a madarak osztályának verébalakúak (Passeriformes) rendjébe, azon belül a csirögefélék (Icteridae) családjába tartozó faj.

## Rendszerezése
A fajt John James Audubon amerikai ornitológus írta le 1844-ben.

## Előfordulása
Észak-Amerikában, Kanada, az Amerikai Egyesült Államok és Mexikó területén honos. Természetes élőhelyei a mérsékelt övi, szubtrópusi és trópusi füves puszták és száraz cserjések, valamint szántóföldek. Vonuló faj.

## Megjelenése
Testhossza 21 centiméter, szárnyfesztávolsága 41 centiméter, testtömege 89-110 gramm.
|  |

## Természetvédelmi helyzete
Az elterjedési területe rendkívül nagy, egyedszáma csökken, de még nem éri el a kritikus szintet. A Természetvédelmi Világszövetség Vörös listáján nem fenyegetett fajként szerepel.